# Myślachowice (gmina)

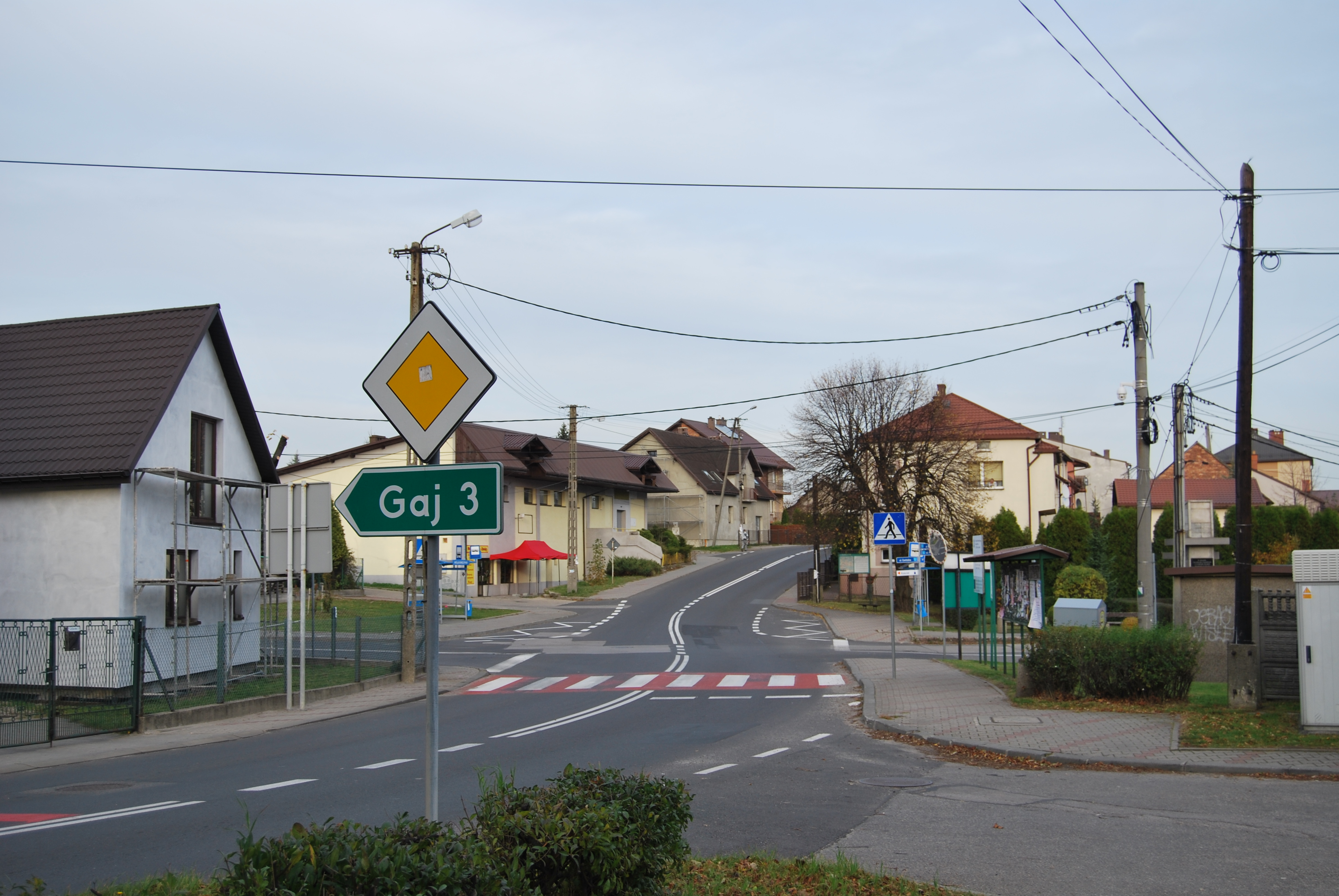
Myślachowice, centrum

Myślachowice – dawna gmina wiejska istniejąca w latach 1973–1977 w woj. krakowskim i katowickim. Siedzibą władz gminy były Myślachowice.
Gmina została utworzona 1 stycznia 1973 w powiecie chrzanowskim w woj. krakowskim w składzie: Czyżówka, Lgota, Myślachowice i Płoki.
1 czerwca 1975 gmina znalazła się w nowo utworzonym (małym) woj. katowickim.
1 lutego 1977 roku jednostka została zniesiona przez połączenie z dotychczasową gminą Trzebinia-Siersza w nową gminę Trzebinia.